# Puits de pétrole d'Ixtoc I

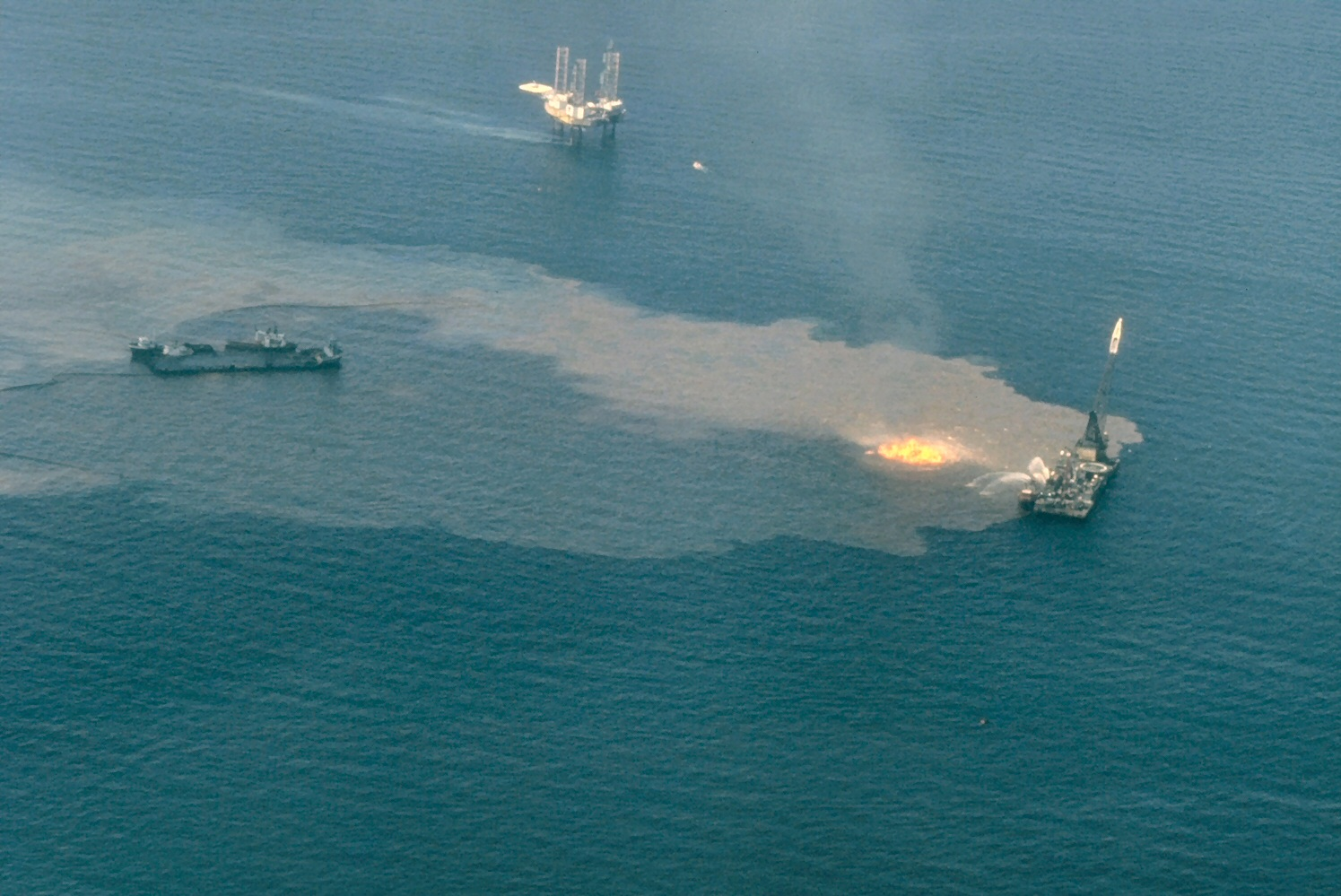
Le pétrole provenant de Ixtoc 1 et Sedco 135, qui est en feu, en train de se répandre dans le Golfe du Mexique.

Le puits de pétrole d'Ixtoc I était une plate-forme pétrolière d'exploration mexicaine de la Pemex situé dans le Golfe du Mexique à 100 km au nord de Ciudad del Carmen. Le 3 juin 1979, à la suite d'une manœuvre, le pétrole est violemment expulsé du puits, puis prend feu. La plate-forme incendiée s'écroule et commence à libérer son pétrole faisant de cet accident une des plus grandes marées noires de l'histoire.
Entre 10 000 et 30 000 barils de brut se répandirent par jour dans le golfe pendant 9 mois ; ce n'est que le 23 mars 1980 que l'échappement d'hydrocarbures est endigué. Au total, ce sont entre 470 000 et 1 500 000 tonnes de pétrole qui se seront échappées. Entre le tiers et la moitié de ce pétrole a brûlé, provoquant une vaste pollution atmosphérique. Le reste s'est répandu à travers le golfe du Mexique sous forme de nappes dérivantes.